# Betty Ford
Elizabeth Ann "Betty" Bloomer Warren Ford, född Bloomer den 8 april 1918 i Chicago, Illinois, död 8 juli 2011 i Rancho Mirage, Kalifornien, var gift med den amerikanske presidenten Gerald Ford från 1948 till dennes död 2006. Hon var därigenom USA:s första dam 1974–1977. Hon kallades Betty sedan barndomen.

## Biografi
Betty Ford var först gift Warren men gifte sig med Gerald Ford den 15 oktober 1948. År 1975 medverkade Ford som representant för USA:s kvinnor i samband med Times utnämning av "Årets person", vilket tillföll USA:s 110 miljoner kvinnor som kollektiv. 
På 1970-talet talade Ford ut om sina egna alkoholproblem och grundade drog- och alkoholbehandlingskliniken Betty Ford Center i Rancho Mirage i Kalifornien, som även var bosättningsort för makarna Ford efter makens ämbetsperiod som president.
Efter att Lady Bird Johnson, änka efter Lyndon B. Johnson, avled 11 juli 2007, var Betty Ford en av två levande änkor efter amerikanska presidenter; den andra var Nancy Reagan.